# 14654 Раджівґупта
14654 Раджівґупта (14654 Rajivgupta) — астероїд головного поясу, відкритий 22 грудня 1998 року.
Тіссеранів параметр щодо Юпітера — 3,191.